# 捷德·雷蒙德
捷德·雷蒙德（Jade Raymond，1975年8月28日—），出生于加拿大蒙特利尔，加拿大籍电子游戏制作总监，是加拿大游戏工作室Haven Entertainment Studios的创始人和前首席执行官。此前她曾担任过谷歌云游戏服务Google Stadia的负责人之一。她也是游戏广播电台GamerRadio创办人、EA旗下游戏工作室Motive的创始人。她曾在育碧任职10年，担任过育碧多伦多首席执行官、董事总经理。

## 简介
捷德·雷蒙德是混血儿，拥有二分之一加拿大血统、四分之一澳大利亚血统和四分之一中国血统。1992年，捷德·雷蒙德毕业于蒙特利尔圣乔治中学，1994年毕业于玛丽安伯利学院。1998年，她于麦吉尔大学的计算机科学专业取得理学学士学位。年少时，她曾经当过医院的夜班值班电话总机话务员；大学毕业后，她的第一份工作是索尼的程序员，并曾是索尼線上娛樂的第一批工作人员之一。后来，她前往美国艺电工作并担当《模拟人生Online》的制作人。2004年起效力于育碧蒙特利尔，担任过《刺客信条》、《看门狗》、《縱橫諜海：黑名單》等的制作人。
而后不久，雷蒙德加盟美国G4频道，同时，她也是加拿大一个名为“Leave Out Violence (LOVE)”的非营利组织的志愿者——该组织的宗旨是制止加拿大青少年的暴力行为。雷蒙德也自称是一位狂热的游戏玩家。2009年7月，雷蒙德成为育碧多伦多工作室的首席执行官及董事总经理。2014年10月，雷蒙德宣布从育碧辞职，但不会离开游戏产业。
2015年7月，她宣布加入EA，并在蒙特利尔组建了新的游戏工作室Motive Studios。此外，EA位于美国加州的维瑟罗工作室也在她的掌控之下；在该工作室被关闭之前，雷蒙德和游戏编剧、设计师艾米·亨尼格在制作基于《星球大战》的游戏和原创IP项目。2018年10月，捷德宣布离开EA。
2019年3月，雷蒙德加盟Google，負責遊戲業務。是云游戏服务Google Stadia的负责人之一，负责Google第一方游戏工作室“Stadia游戏与娱乐”的事务，为Stadia服务提供内容。2021年2月，Google宣布改变Stadia的发展战略，即关闭Staida第一方的游戏开发团队转为与第三方游戏团队加强合作，受此影响雷蒙德将从Stadia和Google离开。
2021年3月，雷蒙德宣布将在蒙特利尔组建自己的游戏工作室Haven Entertainment Studios，公司接受了索尼互动娱乐的投资，其首个项目将是为PlayStation平台制作独占的原创作品。2022年3月21日，索尼互动娱乐宣布收购Haven Entertainment Studios，成为第一方游戏开发组。2025年5月，索尼宣布雷蒙德已经从Heaven Studio离职，工作室目前开发的游戏《Fairgame$》因内部测试反响不佳而被要求再开发。

## 个人生活
捷德·雷蒙德和丈夫、儿子、女儿一家曾定居于多伦多。

## 观点
- 2011年，在拉斯维加斯举办的DICE峰会上，捷德·雷蒙德表示对社交游戏充满信心，并正带领育碧多伦多工作室积极向该领域进军。[18]
- 2012年，雷蒙德在接受访问时表示，电子游戏的玩家们正变得越来越挑剔，这使得游戏开发者们不得不追求完美而限制了创新。[19]
- 2013年，作为一名女性游戏制作人，雷蒙德在接受访问时表达了女性从事电子游戏行业工作的看法：女性游戏从业者并不多见，但在其目前的团队中却高于行业平均水平。女性开发者制作的游戏内容才能更符合女性玩家的需求，为此，她和她的团队在今后会认真考虑男女从业者的性别比例平衡问题。[20]
- 在谈到现今越来越流行的多人游戏模式时，雷蒙德表示，让玩家接受多人游戏是她们成功的关键——这比游戏中出色的人工智能更为重要。[21]

## 制作游戏

### 索尼线上娱乐
- 《Jeopardy!》[22]
- 《Trivial Pursuit》

### 美国艺电
- 《The Sims Online（英语：模拟人生Online）》（2002）[9]

### There公司
- 《There（英语：There (virtual world)）》（2003）[23]

### 育碧蒙特利尔
- 《刺客信条》（2007）
- 《刺客信条II》（2009）

### 育碧多伦多
- 《细胞分裂：黑名单》（2013）[24][25][26]